# Édouard Manet y su mujer
Édouard Manet y su mujer (en francés Monsieur et Madame Édouard Manet) es un óleo sobre lienzo realizado por Edgar Degas entre 1868 y 1869.
Degas regaló este cuadro a Édouard Manet, pero éste lo despreció y rechazó e incluso destruyó una parte, por lo que fue motivo de una gran disensión entre los dos pintores. Posteriormente Degas hizo restaurar la obra. Actualmente se conserva en el Museo Municipal de Arte de Kitakyushu, Japón.